# Split (stacja kolejowa)
Split – stacja kolejowa w miejscowości Split, w żupanii splicko-dalmatyńskiej, w Chorwacji. Położona jest w centrum miasta i jest stacją końcową linii Knin – Split.

## Historia
Dworzec kolejowy został otwarty w 2002 roku w związku z budową nowej linii między Perković i Splitem, i znajduje się blisko wybrzeża Morza Adriatyckiego i centrum Splitu.

## Opis
Stacja ma pięć torów pasażerskich i trzy perony. Obok torów kolejowych jest budynek dworca w klasycznym stylu śródziemnomorskim. Stacja jest zarządzana przez państwowego zarządcę HŽ Infrastruktura.

## Ruch pociągów
Główny ruch z i do stacji biegnie ze stolicy kraju, Zagrzebia. Kursy prowadzone są przez pociągi spalinowe typu ICN. Podróż pociągiem na tej trasie w zależności od rodzaju pociągu wynosi od 6 godzin do 6 godzin i 30 min.

## Linie kolejowe
- Knin – Split